# Liste der Kulturdenkmale in Huy
In der Liste der Kulturdenkmale in Huy sind alle Kulturdenkmale der Gemeinde Huy (Landkreis Harz) und ihrer Ortsteile aufgelistet. Grundlage ist das Denkmalverzeichnis des Landes Sachsen-Anhalt, das auf Basis des Denkmalschutzgesetzes des Landes Sachsen-Anhalt vom 21. Oktober 1991 durch das Landesamt für Denkmalpflege und Archäologie Sachsen-Anhalt erstellt und seither laufend ergänzt wurde (Stand: 31. Dezember 2021).

## Kulturdenkmale nach Ortsteilen

### Aderstedt
| Lage                                                                                            | Bezeichnung           | Beschreibung                                                | Erfassungs- nummer | Ausweisungsart | Bild           |
| ----------------------------------------------------------------------------------------------- | --------------------- | ----------------------------------------------------------- | ------------------ | -------------- | -------------- |
| Bergstraße 10 (Karte)                                                                           | Bauernhaus            | Fachwerkhaus                                                | 094 01981          | Baudenkmal     | Weitere Bilder |
| Bergstraße 11 (Karte)                                                                           | Bauernhof             | von der Straße her nicht einsehbar                          | 094 01985          | Baudenkmal     | Weitere Bilder |
| Bergstraße 21 (Karte)                                                                           | Wohnhaus              | zweifarbiger Fachwerk-Ziegelbau                             | 094 01988          | Baudenkmal     | Weitere Bilder |
| Bergstraße 25 (Karte)                                                                           | Bauernhaus            |                                                             | 094 01987          | Baudenkmal     | Weitere Bilder |
| Breite Straße 2 (Karte)                                                                         | Bauernhof             | gelber Ziegelbau                                            | 094 01998          | Baudenkmal     | Weitere Bilder |
| Breite Straße 4 (Karte)                                                                         | Bauernhof             | Fachwerkbau                                                 | 094 02905          | Baudenkmal     | Weitere Bilder |
| Breite Straße 1, 2, 3, 4, 30, 31, 32, 33, 34, 35, 36, 133 (Karte)                               | Straßenzug            |                                                             | 094 01983          | Denkmalbereich | Weitere Bilder |
| Breite Straße 35 (Karte)                                                                        | Bauernhaus            | Gehöft                                                      | 094 01984          | Baudenkmal     | Weitere Bilder |
| Ernst-Thälmann-Platz 100 (Karte)                                                                | Gasthof               | eigentlich Karl-Marx-Straße 100, ehemals „Schwarzer Adler“, | 094 02003          | Baudenkmal     | Weitere Bilder |
| Ernst-Thälmann-Platz 11 (Karte)                                                                 | Bauernhaus            | unsanierter Fachwerkbau                                     | 094 02904          | Baudenkmal     | Weitere Bilder |
| Ernst-Thälmann-Platz 11, 96, 97, 98, 99, 100 (Karte)                                            | Platz                 |                                                             | 094 02903          | Denkmalbereich | Weitere Bilder |
| Ernst-Thälmann-Platz 37 (Karte)                                                                 | Rittergut             |                                                             | 094 02010          | Baudenkmal     | Weitere Bilder |
| Karl-Marx-Straße 65 (Karte)                                                                     | Bauernhaus            | modern saniert, denkmaluntypisch                            | 094 02005          | Baudenkmal     | BW             |
| Karl-Marx-Straße 66 (Karte)                                                                     | Bauernhaus            | abgerissen                                                  | 094 02004          | Baudenkmal     | Weitere Bilder |
| Karl-Marx-Straße 70 (Karte)                                                                     | Bauernhaus            | sanierter Fachwerkbau                                       | 094 02002          | Baudenkmal     | Weitere Bilder |
| Rudolf-Breitscheid-Straße 39 (Karte)                                                            | Bauernhaus            |                                                             | 094 01982          | Baudenkmal     | BW             |
| Rudolf-Breitscheid-Straße 41 (Karte)                                                            | Bauernhaus            |                                                             | 094 02000          | Baudenkmal     | Weitere Bilder |
| Schlanstedter Straße 75 (Karte)                                                                 | Bauernhaus            | Eckgehöft                                                   | 094 01990          | Baudenkmal     | Weitere Bilder |
| Schlanstedter Straße Flur 1, Flurstücke 342/147(Kirche), und 341/147(Kirchhof) Ortskern (Karte) | Kirche St. Trinitatis |                                                             | 094 01994          | Baudenkmal     | Weitere Bilder |

### Anderbeck
| Lage                                      | Bezeichnung         | Beschreibung                                 | Erfassungs- nummer | Ausweisungsart | Bild           |
| ----------------------------------------- | ------------------- | -------------------------------------------- | ------------------ | -------------- | -------------- |
| am Ortsrand (Karte)                       | Windmühle Anderbeck | Bockwindmühle aus dem Jahr 1864              | 094 00202          | Baudenkmal     | Weitere Bilder |
| (Karte)                                   | Schule              |                                              | 094 02919          | Baudenkmal     | BW             |
| Am Schmiedeberg 1 (Karte)                 | Bauernhaus          |                                              | 094 00226          | Baudenkmal     | BW             |
| Baderslebener Chaussee 1 (Karte)          | Wohnhof             |                                              | 094 00197          | Baudenkmal     | BW             |
| Bahnhofstraße 32 (Karte)                  | Villa               |                                              | 094 00200          | Baudenkmal     | BW             |
| Bergstraße 2 (Karte)                      | Bauernhaus          |                                              | 094 00201          | Baudenkmal     | BW             |
| Friedhofsstraße 6 (Karte)                 | Kapelle             | Friedhofskapelle                             | 094 00203          | Baudenkmal     | BW             |
| Hirtengasse 2 (Karte)                     | Kriegerdenkmal      |                                              | 094 00281          | Baudenkmal     | Kriegerdenkmal |
| Huy-Neinstedter Straße 11, 12, 13 (Karte) | Wohnhaus            | Häuserreihe                                  | 094 00225          | Denkmalbereich | BW             |
| Julius-Lübke-Straße (Karte)               | Garten              | Klostergarten                                | 094 00208          | Denkmalbereich | BW             |
| Julius-Lübke-Straße 8 (Karte)             | Bauernhof           |                                              | 094 02918          | Baudenkmal     | BW             |
| Julius-Lübke-Straße 12 (Karte)            | Bauernhof           | zwei Gebäude mit größerem Abstand zueinander | 094 00212          | Baudenkmal     | BW             |
| Julius-Lübke-Straße 17 (Karte)            | Bauernhaus          | Siedlergasse                                 | 094 00213          | Baudenkmal     | BW             |
| Julius-Lübke-Straße 19 (Karte)            | Bauernhaus          |                                              | 094 00214          | Baudenkmal     | BW             |
| Julius-Lübke-Straße 21 (Karte)            | Gasthof             | Schwarzer Adler                              | 094 00207          | Baudenkmal     | BW             |
| Julius-Lübke-Straße 32 (Karte)            | Bauernhaus          |                                              | 094 00217          | Baudenkmal     | BW             |
| Julius-Lübke-Straße 37 (Karte)            | Bauernhof           |                                              | 094 00219          | Baudenkmal     | BW             |
| Julius-Lübke-Straße 54 (Karte)            | Bauernhaus          |                                              | 094 00220          | Baudenkmal     | BW             |
| Julius-Lübke-Straße 58 (Karte)            | Klosterhof          | Agrarproduktion Dingelstedt                  | 094 00300          | Baudenkmal     | BW             |
| Julius-Lübke-Straße 7a (Karte)            | Bauernhaus          |                                              | 094 00209          | Baudenkmal     | BW             |
| Kirchstraße (Karte)                       | Kirche              |                                              | 094 00277          | Baudenkmal     | Kirche         |
| Siedlergasse 4 (Karte)                    | Bauernhaus          |                                              | 094 00227          | Baudenkmal     | BW             |

### Eilsdorf
| Lage                                                                                                  | Bezeichnung | Beschreibung         | Erfassungs- nummer | Ausweisungsart | Bild   |
| --- | ----------- | -------------------- | ------------------ | -------------- | ------ |
| Karl-Mark-Platz (Karte)                                                                               | Kirche      |                      | 094 02248          | Baudenkmal     | Kirche |
| Am Volksplatz 50 (Karte)                                                                              | Villa       |                      | 094 02247          | Baudenkmal     | BW     |
| Im Winkel 120 (Karte)                                                                                 | Pfarrhaus   |                      | 094 02251          | Baudenkmal     | BW     |
| Im Winkel 121 (Karte)                                                                                 | Bauernhaus  | teilweise abgerissen | 094 02253          | Baudenkmal     | BW     |
| Karl-Marx-Platz 109, 110, 111, 113, 114, 115, 116, 127 (Karte)                                        | Platz       | Straßenzug           | 094 02249          | Denkmalbereich | BW     |
| Karl-Marx-Platz 118 (Karte)                                                                           | Bauernhaus  | Karl-Marx-Platz 119  | 094 02252          | Baudenkmal     | BW     |
| Thälmannstraße 18 (Karte)                                                                             | Bauernhaus  |                      | 094 02245          | Baudenkmal     | BW     |
| Thälmannstraße 19 (Karte)                                                                             | Wohnhaus    |                      | 094 00826          | Baudenkmal     | BW     |
| Thälmannstraße 19, 20, 21, 22, 23, 24, 25, 26, 27, 28, 29, 35, 37, 41, 42, 48, 38, 39, 40, 43 (Karte) | Straßenzug  | Straßenzug           | 094 02239          | Denkmalbereich | BW     |
| Thälmannstraße 20 (Karte)                                                                             | Villa       |                      | 094 02238          | Baudenkmal     | BW     |
| Thälmannstraße 21 (Karte)                                                                             | Bauernhaus  | zwei Gebäude         | 094 02240          | Baudenkmal     | BW     |
| Thälmannstraße 24 (Karte)                                                                             | Bauernhaus  |                      | 094 02241          | Baudenkmal     | BW     |
| Thälmannstraße 26 (Karte)                                                                             | Bauernhaus  | zwei Gebäude         | 094 02244          | Baudenkmal     | BW     |
| Thälmannstraße 27 (Karte)                                                                             | Bauernhaus  |                      | 094 02242          | Baudenkmal     | BW     |
| Thälmannstraße 29 (Karte)                                                                             | Villa       |                      | 094 02243          | Baudenkmal     | BW     |
| Thälmannstraße 42 (Karte)                                                                             | Bauernhof   | Vierseitenhof        | 094 02255          | Baudenkmal     | BW     |
| Thälmannstraße 43 (Karte)                                                                             | Bauernhaus  |                      | 094 02246          | Baudenkmal     | BW     |

### Huy-Neinstedt
| Lage | Bezeichnung            | Beschreibung                                              | Erfassungs- nummer | Ausweisungsart | Bild           |
| --- | ---------------------- | --------------------------------------------------------- | ------------------ | -------------- | -------------- |
| (Karte) | Kuckucksmühle          | in Teilen funktionsfähige Wassermühle in Fachwerkbauweise | 094 00123          | Baudenkmal     | Weitere Bilder |
| Flur 1, Flurstück 300/165, Kirchberg 1 westlich des Klosters Huysburg auf dem Hohenrücken des Huy in nördlicher Randlage (Karte) | Nicolaikirche          |                                                           | 094 00111          | Baudenkmal     | Weitere Bilder |
| Kirchberg 1 (Karte) | Bauernhaus             |                                                           | 094 00110          | Baudenkmal     | Weitere Bilder |
| Kirchberg 2 (Karte) | Bauernhaus             |                                                           | 094 00114          | Baudenkmal     | Weitere Bilder |
| Kirchberg 3 (Karte) | Schule                 |                                                           | 094 00113          | Baudenkmal     | Weitere Bilder |
| Kirchberg 44 (Karte) | Pfarrwitwenhaus        |                                                           | 094 00115          | Baudenkmal     | Weitere Bilder |
| Kirchberg 45 (Karte) | Pfarrhaus              |                                                           | 094 00112          | Baudenkmal     | Pfarrhaus      |
| Lange Straße (Karte) | Transformatorenstation |                                                           | 094 00120          | Baudenkmal     | Weitere Bilder |
| Lange Straße 1, 2, 3, 4, 5, 8, 9, 12, 14, 15, 16, 17, 18, 19, 20, 40, 41, 44, 45 (Karte)                                         | Straßenzug             |                                                           | 094 00121          | Denkmalbereich | Weitere Bilder |
| Lange Straße 10 (Karte) | Bauernhaus             |                                                           | 094 00117          | Baudenkmal     | Weitere Bilder |
| Lange Straße 40 (Karte) | Bauernhaus             | Gehöft, 4-5 Gebäude                                       | 094 00119          | Baudenkmal     | Weitere Bilder |
| Lange Straße 41 (Karte) | Bauernhaus             |                                                           | 094 00116          | Baudenkmal     | Weitere Bilder |
| Marktplatz 38 (Karte) | Gasthof                |                                                           | 094 00122          | Baudenkmal     | Weitere Bilder |

### Röderhof
| Lage                                                                        | Bezeichnung              | Beschreibung | Erfassungs- nummer | Ausweisungsart               | Bild                     |
| --------------------------------------------------------------------------- | ------------------------ | --- | ------------------ | ---------------------------- | ------------------------ |
| Arbketal 339 (Karte)                                                        | Bauernhaus               | Bauernhaus | 094 00764          | Baudenkmal                   | Weitere Bilder           |
| Gambrinus (L 83) 40 an der L 83 (Karte)                                     | Waldgaststätte Gambrinus | Gasthaus | 094 50119          | Baudenkmal                   | Waldgaststätte Gambrinus |
| Gutshof (Karte)                                                             | Schloss Röderhof         | Rittergut | 094 25507          | Baudenkmal                   | Weitere Bilder           |
| südlich und südwestlich des Herrenhauses                                    | Park                     | Park | 094 25507 001      | Teilobjekt eines Baudenkmals |                          |
| Gutshof 50, auf dem Areal des Rittergutes Röderhof (Karte)                  | Chalander                | Brauerei Chalander (Schalander) der ehemaligen Brauerei, Backsteinbau aus dem Jahr 1899, als Sitz des Kunstvereins Röderhof e. V. genutzt | 094 50117          | Baudenkmal                   | Chalander                |
| Klosterhof 33, 34, 35, 36, 37 (Karte)                                       | Gutsarbeiterhäuser       | Gutsarbeiterhäuser und Wirtschaftsgebäude                                                                                                 | 094 00868          | Denkmalbereich               | Weitere Bilder           |
| Oberdorf 23, 24, am Nordhang des Huy unterhalb vom Kloster Huysburg (Karte) | Roter Igel               | Wirtschaftshof Dreiseitenhof inklusive gegenüberliegende alte Scheunen                                                                    | 094 00866          | Baudenkmal                   | Weitere Bilder           |
| Oberdorf 30 (Karte)                                                         | Gutsverwalterhaus        | Verwalterhaus Gebäude in Formen des Jugendstils von 1910                                                                                  | 094 00800          | Baudenkmal                   | Gutsverwalterhaus        |
| Oberdorf 32 (Karte)                                                         | Braumeisterhaus          | Wohnhaus zweigeschossiges massives Wohnhaus mit Fachwerkelementen aus der Zeit um 1905                                                    | 094 00801          | Baudenkmal                   | Braumeisterhaus          |
| Unterdorf 11, 12                                                            | Kolonistenhaus           | Kolonistenhaus, vermutlich nicht mehr existent                                                                                            | 094 00797          | Denkmalbereich               |                          |

### Vogelsdorf
| Lage                    | Bezeichnung | Beschreibung | Erfassungs- nummer | Ausweisungsart | Bild           |
| ----------------------- | ----------- | ------------ | ------------------ | -------------- | -------------- |
| Bergstraße 103 (Karte)  | Bauernhaus  |              | 094 00255          | Baudenkmal     | Weitere Bilder |
| Bergstraße 109 (Karte)  | Gutshaus    |              | 094 00257          | Baudenkmal     | BW             |
| Hauptstraße 32 (Karte)  | Bauernhaus  |              | 094 00265          | Baudenkmal     | Weitere Bilder |
| Hauptstraße 40 (Karte)  | Villa       |              | 094 00266          | Baudenkmal     | Weitere Bilder |
| Hauptstraße 49 (Karte)  | Bauernhaus  |              | 094 00267          | Baudenkmal     | Weitere Bilder |
| Kirchplatz (Karte)      | Kirche      |              | 094 00261          | Baudenkmal     | Weitere Bilder |
| Kirchplatz 118 (Karte)  | Bauernhaus  |              | 094 00258          | Baudenkmal     | Bauernhaus     |
| Kirchplatz 122 (Karte)  | Pfarrhof    |              | 094 00263          | Baudenkmal     | Weitere Bilder |
| Lindenstraße            | Bauernhaus  |              | 094 00254          | Baudenkmal     |                |
| Lindenstraße 66 (Karte) | Villa       |              | 094 00253          | Baudenkmal     | Weitere Bilder |

### Wilhelmshall
| Lage                              | Bezeichnung           | Beschreibung | Erfassungs- nummer | Ausweisungsart | Bild |
| --------------------------------- | --------------------- | ------------ | ------------------ | -------------- | ---- |
| Kruggasse Schienenstraße (Karte)  | Villa                 |              | 09400306           | Baudenkmal     | BW   |
| Platz vor dem Gemeindeamt (Karte) | Siedlung Wilhelmshall |              | 09400312           | Baudenkmal     | BW   |

## Ehemalige Kulturdenkmale nach Ortsteilen
Die nachfolgenden Objekte waren ursprünglich ebenfalls denkmalgeschützt oder wurden in der Literatur als Kulturdenkmale geführt. Die Denkmale bestehen heute jedoch nicht mehr, ihre Unterschutzstellung wurde aufgehoben oder sie werden nicht mehr als Denkmale betrachtet.

### Aderstedt
| Lage                                                                                            | Bezeichnung | Beschreibung | Erfassungs- nummer | Ausweisungsart | Bild           |
| ----------------------------------------------------------------------------------------------- | ----------- | --- | ------------------ | -------------- | -------------- |
| Flur 1, Flurstück 283, Karl-Marx-Straße 69 im Ortskern nordöstlich der Trinitatiskirche (Karte) | Pfarrhaus   | Pfarrei St. Trinitatis, nach einem genehmigten Abbruch des Pfarrhauses wurde es 2018 aus dem Denkmalverzeichnis ausgetragen. | 094 01986          | Baudenkmal     | Weitere Bilder |

### Anderbeck
| Lage                           | Bezeichnung | Beschreibung | Erfassungs- nummer | Ausweisungsart | Bild |
| ------------------------------ | ----------- | ------------ | ------------------ | -------------- | ---- |
| Julius-Lübke-Straße 55, 56, 57 | Kolonie     |              | 094 00224          | Denkmalbereich |      |

### Eilsdorf
| Lage                  | Bezeichnung | Beschreibung | Erfassungs- nummer | Ausweisungsart | Bild |
| --------------------- | ----------- | ------------ | ------------------ | -------------- | ---- |
| Im Winkel 122 (Karte) | Pfarrhof    | abgerissen   | 094 02254          | Baudenkmal     | BW   |

## Legende
In den Spalten befinden sich folgende Informationen:
- Lage: Nennt den Straßennamen und wenn vorhanden die Hausnummer des Kulturdenkmals. Die Grundsortierung der Liste erfolgt nach dieser Adresse. Der Link „Karte“ führt zu verschiedenen Kartendarstellungen und nennt die geographischen Koordinaten.
Link zu einem Kartenansichtstool, um Koordinaten zu setzen. In der Kartenansicht sind Baudenkmale ohne Koordinaten mit einem roten bzw. orangen Marker dargestellt und können in der Karte gesetzt werden. Baudenkmale ohne Bild sind mit einem blauen bzw. roten Marker gekennzeichnet, Baudenkmale mit Bild mit einem grünen bzw. orangen Marker.
- Offizielle Bezeichnung: Nennt den Namen, die Bezeichnung oder zumindest die Art des Kulturdenkmals und verlinkt, soweit vorhanden, auf den Artikel zum Objekt.
- Beschreibung: Nennt bauliche und geschichtliche Einzelheiten des Kulturdenkmals, vorzugsweise die Denkmaleigenschaften.
- Erfassungsnummer: Für jedes Kulturdenkmal wird in Sachsen-Anhalt eine 20stellige Erfassungsnummer vergeben. Die letzten zwölf Ziffern werden für die Untergliederung nach Teilobjekten genutzt und werden nur angegeben, soweit vergeben. In dieser Spalte kann sich folgendes Icon  befinden, dies führt zu Angaben zu diesem Baudenkmal bei Wikidata.
- Ausweisungsart: Die Einordnung des Denkmales nach § 2 Abs. 2 DenkmSchG LSA
- Bild: Ein Bild des Denkmales, und gegebenenfalls einen Link zu weiteren Fotos des Kulturdenkmals im Medienarchiv Wikimedia Commons. Wenn man auf das Kamerasymbol klickt, können Fotos zu Kulturdenkmalen aus dieser Liste hochgeladen werden: